# Léa (chanson)
Pour les articles homonymes, voir Lea.
Pistes de Louise Attaque
Arrache-moi
(8) Fatigante
(10)
Léa est une chanson du groupe Louise Attaque sortie en avril 1997 sur leur premier album éponyme.

## Composition
Léa est la 9e piste du premier album éponyme de Louise Attaque. « Autant, sur les autres chansons, on essayait de dégager beaucoup d'énergie, autant Léa est l'une des premières chansons comportant du silence ». Pour Gaëtan Roussel, « Si J't'emmène au vent est la locomotive de l'album, Léa en est peut-être la colonne ».
Le titre a donné lieu à de nombreuses interprétations, certains voyant derrière le prénom Léa les initiales du groupe ou même un surnom donné au sexe du chanteur,. Ce dernier affirme que la chanson ne contient aucune dimension politique et que son sens n'est pas fixé : « c'est à vous d'y projeter ce que vous voulez. J'aime particulièrement les textes impressionnistes qui laissent de la place à l'imagination ».